# リニアモーター

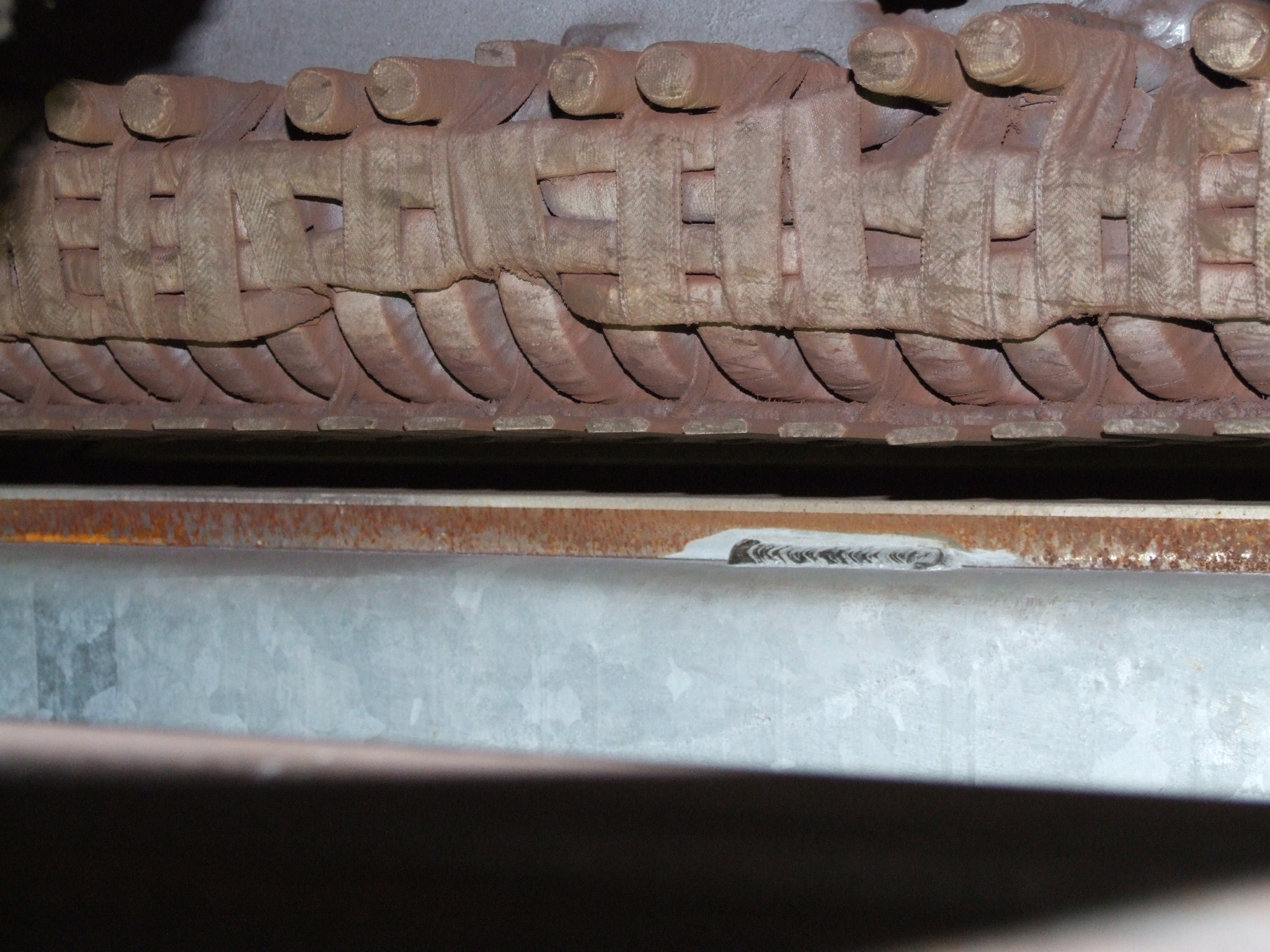
東京都交通局大江戸線のリニアモーター

リニアモーター（英: linear motor）とは、軸のない電気モーター（電動機）のこと。一般的なモーターが回転運動をするのに対し、リニアモーターは基本的に直線運動をする。
応用例として磁気浮上式リニアモーターカーが知られるため、浮上技術のことと誤解されやすいが、あくまでも駆動装置である。浮上の有無とは関係なく、また浮上するための装置でもない。

## リニアの意味
リニアとはモーターが発する運動の方向に由来しており、よく知られた回転式 (英: rotating) のモーターとは異なり、このモーターは直線的な（linear）方向に動力を発する。
ここでいう「直線」とは、端の無い環状ではない、というような意味あいであり、ガイドに沿って曲げることもできる。例えば、扇形に並べて、普通のモーターより圧倒的な薄さで円弧運動を行わせることもでき、ハードディスクのヘッドなどはこの形で使用している。これは水平方向（ステータ⇔ロータに垂直方向）の例だが、垂直方向（ステータ⇔ロータ方向）に曲げることもできる。
原理的には、一周して円環形にして回転運動をさせることもできる。したがって、回転モーターとの本質的な違いは、回転運動か直線運動かではなく、機械的な軸がありトルクを利用するかどうかであるといえる。

## 特徴

### 回転式モーターに対する利点
- 軸受や減速機が無く駆動系を小さくできるので、 回転式モーターを置くだけの空間がない場合に使用できる。
- 回転する車輪（輪軸）を伴わない非接触走行の場合にも適用できる。

### 回転式モーターに対する欠点
- 損失が多く消費電力が増える。
- 地上一次式の場合、動かそうとする対象が界磁の付近に無い部分でも励磁するので出力を上げると損失も増える。
- 減速機が無いため、制動に必要なブレーキ力が大きくなる。

## 種類
リニアモーターには、動作原理により、リニア誘導モーター（LIM）、リニア同期モーター（LSM）、リニア直流モーター（LDM）、リニアステッピングモーターがある。
ローレンツ力を用いた電磁式リニアモーターだけでなく、超音波モーターと同じ作動原理であるピエゾ効果を応用した圧電素子で駆動するリニアモーターも存在する。

### リニア同期モーター
同期電動機と同様の原理で作動する。他のリニアモーターよりも効率が高い。二次側も励磁する必要がある。N極とS極を切り替えるタイミングを車上の磁石の極と同期させる必要がある。

### リニア誘導モーター
誘導電動機と同様の原理で作動する。

### リニア直流モーター
アクチュエータ等に使用される。
LDMはその構造から，コイル可動形と磁石可動形に細分される。また整流子の有無により整流子式と無整流子式に分類される。整流子式は軌道に交互に+極と-極が配置されており、整流子がその上を通過すると車上の界磁のN極とS極が切り替わる。一方、ブラシレスモーターに相当する無整流子式リニア直流モーターはリニア同期モーターとほぼ同一の構造である。リニア直流モーターは軌道、車上共に界磁を必要とする。

### リニアサイリスタモーター
リニア直流モーターの一種で界磁を切り替える為にサイリスタを使用する。二次側が永久磁石ではない場合には励磁する必要がある。効率は比較的高い。

### リニアステッピングモーター
一部の光学機器等の精密機器等に使用される。従来、ズームレンズのオートフォーカスでは鏡胴に形成された円筒カムによってレンズを複雑に前後させる事によって拡大、縮小、焦点をあわせていたが、各レンズをリニアステッピングモーターによって独立して前後に移動させる事により従来の機構が不要になった。

### リニアリラクタンスモーター
このモーターは現在アクチュエータ等の用途に向けて開発が進められている。リニアステッピングモーターと類似の構造で界磁に希土類磁石を必要としない。高精度の位置決めが可能である。またアクチュエータ以外の用途としてベネズエラのアンデス大学でリニアリラクタンスモーターを推進に使用するTELMAGVが開発中である

### リニア共振アクチュエータ
これもリニアモーターの一種で特定の周波数の振動を印加する事によってアクチュエータがその共振周波数に応じた位置に移動する。印加する周波数を変えると位置も変わる。

### リニア静電モーター
静電気によって作動する。従来のローレンツ力による電磁式のリニアモーターよりも効率が低く高電圧を必要とする為、大半は実験的な段階に留まる。静電リニアアクチュエータとしても開発中である。

### リニア圧電モーター
ピエゾ素子によって駆動されるリニアモーター。効率は低いが高精度の制御が可能である。精密機械等に使用される。

### 界磁（電磁石）の配置による分類

#### 車上一次式リニアモーター
界磁（電磁石）が車両にあるリニアモーター。車両に電力を供給する必要があるが、リニア誘導モーターの場合には軌道にコイルを配置する必要が無いので、建設費を地上一次式よりも廉価に抑えられる。1台の磁石で浮上と案内、推進を兼ねる場合もある。励磁時に車体付近に磁性体があると吸い寄せられ、事故につながる可能性がある。

#### 地上（軌道）一次式リニアモーター
地上（軌道上）に並べられた界磁（電磁石）によって推進する。車上の界磁（磁石）が永久磁石や超伝導磁石の場合には、車体に電力を給電しなくても（吸引式磁気浮上の場合は浮上、案内用の電磁石に電力を供給する必要があるが）推進できる。高速化に適している反面、軌道にコイルを配置しなければならないので、建設費は高くなる。推進用の界磁が軌道上にあるので、車体を軽量化できる。加速にリニアモーターが使用されているローラーコースターで使用されるのは、大半がこの形式である。励磁時に軌道付近に磁性体があると吸い寄せられ、事故につながる可能性がある。

## 原理
基本的な原理は回転型のモーターと同一で、誘導型では磁界中に置かれた導体に電流を流したときに生じるローレンツ力を利用しており、同期型では磁極同士の吸引・反発力を利用している。
もっとも原始的な構造は、回転型のモーターを直線に切り開いた形を想像すると理解しやすい。回転磁界を起こす代わりに直進させる磁界変化を起こしている。
同期型のリニアモーターの原理を簡略的に表すと、以下のようなものである。
- 静止状態では、直線的に配置された固定電磁石と可動する電磁石は逆の極（たとえばNとS）。

- 動かしたい方向の、直線的に配置された固定電磁石をSにする。すると、可動電磁石は、その方向に動き出す。（動かしたい方向と反対側の固定電磁石をNにすると、より強い力で駆動される。）

- 固定電磁石の磁極変化を繰り返していくと、可動電磁石は、前方に引き寄せられつづける。

リニアモーターカーでの応用例では、以下のようなイメージになる。
車体本体（図例では個々の中段の S N S）の磁極は変わらず、推進コイル（ガイドレール側）の磁極を次々と変えていく。この変化させる時間間隔によって速度も調節できる。

## 用途
リニアモーターカーに使われていることでよく知られている。
他にも、精密さを求められる工作機械や半導体製造装置、宇宙船、加速器、サスペンション、自動車用電動カーテン、髭剃り機など、応用範囲は幅広い。カメラのオートフォーカス（リニアステッピングモータ）にも使用される。航空母艦のカタパルトとして実験された事もある。一部の回転寿司店では、注文した商品を客の前まで運ぶのに、新幹線の車両などを模ったリニアモーター式の運搬器具を用いている。
近年は、半導体製造技術の進歩により、MEMSでアクチュエータとしてのリニアモータの開発も進みつつある。
レールガンがリニアモーターの原理を応用していると誤解される場合があるが、これは電流が磁界から受けるローレンツ力を用いた全く別の原理に基づくものである。リニアモーターと原理的に近いのはコイルガンである。
コイルガンとは別にリニアモーターそのものを用いて物体を発射する兵器は「リニアガン、リニアモーターガン」と呼ばれることが多い。
兵器でなければ（主に宇宙技術が多い）、「マスドライバー」と呼ばれることもある。

### 鉄道
以下の鉄道路線・装置でこの方式を採用している。
車輪式リニアモーターカー
- 日本
  - リニアモータ台車式入替装置 - 貨物列車などの組成・入換にコンピュータ化された武蔵野、北上、新南陽、郡山、塩浜、高崎の各操車場で使用されていた。保守車両として国鉄ヤ250形貨車があった。
  - 鉄道総研架線集電試験用台車 - リニアサイリスタモータ駆動による架線集電試験装置。
  - ミニ地下鉄（リニアメトロ / 日本地下鉄協会）
    - Osaka Metro長堀鶴見緑地線（1990年3月20日開業、開業時の名称は大阪市営地下鉄鶴見緑地線）
    - 都営地下鉄大江戸線（1991年12月10日開業）
    - 神戸市営地下鉄海岸線（2001年7月7日開業）
    - 福岡市地下鉄七隈線（2005年2月3日開業）
    - Osaka Metro今里筋線（2006年12月24日開業）
    - 横浜市営地下鉄グリーンライン（2008年3月30日開業）
    - 仙台市地下鉄東西線（2015年12月6日開業）

  - リムトレン（日本モノレール協会）
    - '88さいたま博覧会で使用された車輪式のリニアモーターカー 現時点では実用化されていない。

- カナダ
  - バンクーバー・スカイトレイン

- アメリカ合衆国
  - TACV - リニア誘導モータを備えた空気浮上式試作車両の計画。LIMRV、TACRV、UTACVが製造された。
    - LIMRV - 車載のガスタービン発電機で駆動するリニア誘導モータを備えた試作車両

- 中華人民共和国
  - 広州地下鉄 - 4号線、5号線、6号線（川崎重工の技術供与で製造された）
  - 北京地下鉄首都機場線 - 2008年開業

磁気浮上式鉄道
- 日本
  - HSST - 日本航空がクラウス＝マッファイから技術を導入して開発
    - 愛知高速交通東部丘陵線（リニモ、2005年3月6日開業）（磁気浮上式）

  - 超電導リニア（試験中、JR東海が中央新幹線として2027年開業を目標にすると発表）
  - イーエムエルプロジェクト（試験のみで終了）

- ドイツ
  - M-Bahn - 1989年に西ドイツ（当時）の西ベルリン市内ライスドライエック駅 - ケンパープラッツ駅間約1.6 kmで開業したが1992年閉鎖した。
  - トランスラピッド - 上海で運行されている。
  - クラウス＝マッファイ・トランスアーバン - トロントで開発が進められていたが、西ドイツ政府の補助金打ち切りで中止。

- イギリス
  - バーミンガムピープルムーバ - 1984年にバーミンガム空港 - バーミンガム国際展示場駅間約620mで開業した磁気浮上式鉄道として世界初の営業路線、1995年に運行を停止

- アメリカ合衆国
  - ROMAG - 1970年代に開発していたが中止。

- 大韓民国
  - エキスポ科学公園 - UTM-02 クラウス＝マッファイから技術を導入して開発

- 中華人民共和国
  - 上海トランスラピッド - ドイツからトランスラピッドを導入

空気浮上式鉄道
- フランス
  - アエロトラン S44 - リニア誘導モータを備えた試作車両

- アメリカ合衆国
  - TACV - リニア誘導モータを備えた空気浮上式試作車両の計画。LIMRV、TACRV、UTACVが製造された。
    - UTACV - リニア誘導モータを備えた試作空気浮上車両

  - 空気浮上式ピープルムーバー - ゼネラルモーターズよって開発が進められていたがオーチス・エレベータに譲渡されてからケーブル式になった。

- イギリス
  - トラックト・ホバークラフト - リニア誘導モータを備えた試作車両

### 遊具
- 東京ディズニーランド「ビッグサンダー・マウンテン」 - 加速・減速にリニアモーターが使用されている。
- 富士急ハイランド「高飛車」「ZOKKON」 - 加速にリニア同期モーター(LSM)が採用されている。
- 東京ドームシティアトラクションズ「リニアゲイル」 - 加速にリニア誘導モーター(LIM)が使用されている。世界初の吊り下がり式リニアコースター（現在は閉鎖）。
- 鈴鹿サーキットモートピア「マッドコブラ」 - 加速にリニア誘導モーター(LIM)が使用されている。日本で初めて加速にリニアモーターが使用されたコースター（現在は閉鎖）。

交通機関用は主にリニア同期モーター(LSM)とリニア誘導モーター(LIM)の2種類であり、山梨で実験中の超電導リニアやドイツのトランスラピッドは地上一次式LSMである。ミニ地下鉄やリニアモーターカーには車上一次式LIMが使用されているので地上側にコイルを配置する必要がないので建設費が安くなる。
地上一次式のLSMは車両側の推進用の集電装置が不要である（ただし、車内で使うサービス電源が必要な場合は集電装置、もしくは自家発電装置が必要がある)。